# José Luís Peixoto
José Luís Peixoto er den mest berømte unge portugisiske forfatter.[kilde mangler] Den første roman han lavede vandt den prestigefyldte Jose Saramago Litteraturpris. Hans romaner er oversat til 20 sprog og er blevet rost internationalt.